# Apartidarismo
Apartidarismo é uma ideologia política, na qual organismos (movimentos sociais, associações, agremiações, etc.), ditos apartidários, prezam por manter distância entre o que é construído e/ou defendido dentro da organização e interesses quaisquer de qualquer partido político.
De forma prática, grupos que se organizam deste forma, até aceitam dentro de si militantes de partidos políticos (apartidarismo não é antipartidarismo), mas desde que estes saibam diferenciar bem estes dois espaços de atuação. Não se deve disputar internamente estas organizações com o intuito de que esta possa funcionar como braço político de partido algum.
Dentre os movimentos apartidários, podemos citar algumas cooperativas, organizações não-governamentais independentes e grupos culturais de inserção junto às massas. Pode ser compreendido também como ministros escolhidos por um presidente para compor o gabinete, que não necessariamente políticos, ou seja, são técnicos em determinadas funções.
Dentre as mobilizações mundiais recentes é possível destacar o 15M (protestos de 2011 na Espanha) como principal exemplo de movimento apartidarista, da mesma forma como a Occupy Wall Street e  o Tea Party  e os movimentos recentes no Brasil como o Dia do Basta.